# تشارلز سميث إيموري
تشارلز سميث إيموري (بالإنجليزية: Charles Emory Smith)‏ (و. 1842 – 1908 م) هو دبلوماسي، وصحفي، وسياسي من الولايات المتحدة الأمريكية ولد في مانسفيلد.
وهو عضو في الحزب الجمهوري .

## روابط خارجية
- تشارلز سميث إيموري على موقع إن إن دي بي (الإنجليزية)